# Stanisław Jodłowski
Stanisław Jodłowski (ur. 14 grudnia 1902 w Tarnawce, zm. 9 lutego 1979 w Krakowie) – polski językoznawca, polonista, poseł na Sejm PRL IV i V kadencji z ramienia Stronnictwa Demokratycznego.

## Życiorys
Syn Wiktora i Anny. Kształcił się w Gimnazjum Klasycznym w Przemyślu. Ukończył studia na Uniwersytecie im. Jana Kazimierza we Lwowie, na tej uczelni uzyskał tytuł doktora. Pracował jako wykładowca UJK (był starszym asystentem od 1929 do 1932), a także w VI Państwowym Gimnazjum im. Stanisława Staszica we Lwowie. W latach 1934–1936 był członkiem Komitetu Ortograficznego Polskiej Akademii Umiejętności. W 1945 był nauczycielem w gimnazjum i liceum w Przemyślu, potem wykładowcą w Wyższej Szkole Pedagogicznej w Katowicach, a od 1947 w Wyższej Szkole Pedagogicznej w Krakowie. W latach 1957–1962 zasiadał w prezydium Rady Głównej Szkolnictwa. W 1961 został wykładowcą Uniwersytetu Jagiellońskiego, a w 1964 profesorem UJ i WSP w Krakowie.
Od 1949 członek Stronnictwa Demokratycznego, od 1959 szefował jego strukturom w Krakowie. W 1961 został członkiem Wojewódzkiego Komitetu partii, a w latach 1964–1972 był zastępcą przewodniczącego WK. Zasiadał w Dzielnicowej Radzie Narodowej na Zwierzyńcu oraz w Radzie Narodowej miasta Krakowa.
Pochowany w Krakowie na cmentarzu Rakowickim.

## Główne prace
- Zasady interpunkcji (1935)
- Zasady pisowni polskiej i interpunkcji ze słownikiem ortograficznym (1936, wspólnie z Witoldem Taszyckim)
- Istota, granice i formy językowe modalności (1953)
- Kryteria klasyfikacji wyrazów na części mowy (1960)
- Studia nad częściami mowy (1971)
- Podstawy składni polskiej (1976)

## Odznaczenia i wyróżnienia
- Krzyż Kawalerski i Oficerski Orderu Odrodzenia Polski
- Złoty Krzyż Zasługi
- Medal 10-lecia Polski Ludowej (1955)[2]
- Medal Komisji Edukacji Narodowej (1969)[3]
- Odznaka 1000-lecia Państwa Polskiego (1966)[4]